# 사토 카츠키
사토 카츠키(佐藤 克樹, さとう かつき, 1980년 3월 3일 사이타마현 구마가야시 ~ )는 일본의 언론인이자 NHK 소속의 남성 아나운서이다. 2003년에 입사했는데 입사동기로는 하시모토 나오코, 아라이 히데카즈, 아오이 미노루, 모리타 요헤이 아나운서이다.